# J/105
Le J/105 est une classe de voilier monotype produite par les chantiers J/Boats depuis 1990, sur les plans de Rod Johnstone. Il s'agit du premier monotype équipé d'un beaupré rétractable, ce qui permet l'utilisation d'un spinnaker asymétrique particulièrement grand.
L'objectif du J/105 est d'être un bateau rapide, puissant, aisé à manœuvrer avec un équipage réduit, que ce soit en course ou en croisière.